# Legendele căpitanilor stelari
Legendele căpitanilor stelari (în rusă Легенды о звездных капитанах, transliterat: Leghendî o zvezdnîh kapitanah) este o colecție de povestiri științifico-fantastice de G. Altov (Генрих Альтов) traduse de Igor Block. A apărut în 1962 la Editura Tineretului în prima serie a Colecției SF (Cutezătorii, simbolul: „Racheta + steaua”).
Cinci povestiri (Circuitul basculant, Gata de zbor!, Primul contact, O întrebare stranie și Mașina râdea...) sunt grupate sub titlul "Poate mașina să gândească?..." Ultimele trei povestiri (Icar și Dedal, Supernova Aretina și Floarea de foc) sunt grupate sub titlul "Legendele căpitanilor stelari".
În limba rusă a apărut în 1961 la Editura "Literatura pentru copii" (Детгиз) din Moscova.

## Cuprins
- Cuprins
- Simfonia titanilor (Богатырская симфония, 1960)
- Poligonul „Râul înstelat” (Полигон "Звездная река"? 1960)
- Proiectantul principal (Генеральный конструктор? 1961)

- "Poate mașina să gândească?..."
  - Circuitul basculant (Триггерная цепочка? 1961)
  - Gata de zbor! (К взлету готов!? 1961)
  - Primul contact (Первый контакт? 1961)
  - Întrebare stranie (Странный вопрос? 1961)
  - „Mașina râdea...” (Машина смеялась...? 1961)

- Căpitanul norocos (Скучный капитан? 1960)

- "Legendele căpitanilor stelari" (Легенды о звездных капитанах, 1961). La începutul anilor șaizeci, când numai primii sateliți au ajuns timid dincolo de atmosferă, Altov a scris o serie de povestiri despre oameni care stăpânesc de mult timp spațiul cosmic și despre pionierii care au deschis calea omenirii către stele.
  - Icar și Dedal? (Икар и Дедал? 1958)
  - Supernova Aretina (Сверхновая Аретина? 1959)
  - Floarea de foc (гненный цветок? 1960)

## Legături externe
- Legendele căpitanilor stelari, isfdb.org
- Legendele căpitanilor stelari, fantlab.ru